# Lago Machónico
Machónico es un lago ubicado en el departamento Lácar de la provincia del Neuquén, Argentina.
Se encuentra a 30 kilómetros de San Martín de los Andes y se accede por la Ruta Nacional 40 (ex 234), conocida como la ruta de los siete lagos, ruta que lleva a la localidad de Villa la Angostura, este es uno de los siete lagos que se encuentra a la vera de dicha vía de comunicación.
Se ubica al pie de los Andes (ladera oriental de los mismos), como muchos otros lagos de la Patagonia andina es de origen glaciario y está rodeado de bosques de coníferas y fagaceas.

El río Hermoso es su principal afluente ya que nace en el lago Pichi Machónico.
En el lago se practican deportes acuáticos, principalmente en el verano; el turista puede navegarlo con kayaks  y canoas. Se encuentra prohibida la navegación a motor

## Toponimia
- Machónico en Idioma mapuche significa "Lugar de la Páncora". (la "Páncora" es una especie de cangrejo de agua dulce)